# Kaski (gromada)
Kaski – dawna gromada, czyli najmniejsza jednostka podziału terytorialnego Polskiej Rzeczypospolitej Ludowej w latach 1954–1972.
Gromady, z gromadzkimi radami narodowymi (GRN) jako organami władzy najniższego stopnia na wsi, funkcjonowały od reformy reorganizującej administrację wiejską przeprowadzonej jesienią 1954 do momentu ich zniesienia z dniem 1 stycznia 1973, tym samym wypierając organizację gminną w latach 1954–1972.
Gromadę Kaski z siedzibą GRN w Kaskach utworzono – jako jedną z 8759 gromad na obszarze Polski – w powiecie grodziskomazowieckim w woj. warszawskim, na mocy uchwały nr VI/10/4/54 WRN w Warszawie z dnia 5 października 1954. W skład jednostki weszły obszary dotychczasowych gromad Gongolina, Kaski, Pułapina Stara i Regów ze zniesionej gminy Kaski w tymże powiecie. Dla gromady ustalono 16 członków gromadzkiej rady narodowej.
1 stycznia 1960 do gromady Kaski przyłączono wsie Strumiany Dolne i Strumiany Górne ze znoszonej gromady Buszyce w tymże powiecie.
1 stycznia 1969 gromadę Kaski połączono z gromadą Baranów w tymże powiecie, ustalając dla połączonych gromad nazwę Kaski, jednak z siedzibą GRN w Baranowie (de facto gromadę Baranów zniesiono, kontynuując ciąg dotychczasowej gromady Kaski, lecz o zwiększonym obszarze).
Gromada przetrwała do końca 1972 roku, czyli do kolejnej reformy gminnej.